# Clarkia xantiana
Clarkia xantiana là một loài thực vật có hoa trong họ Anh thảo chiều. Loài này được A.Gray mô tả khoa học đầu tiên năm 1860.